# Dorothy Bernard
Nora Dorothy Bernard (25 de junho de 1890 – 14 de dezembro de 1955) foi uma atriz norte-americana da era do cinema mudo. 
Natural de Porto Elizabeth, África do Sul, ela apareceu em 87 filmes entre 1908 e 1956.
Faleceu em Hollywood, Estados Unidos, em dezembro de 1955.

## Filmografia selecionada
- A Woman's Way (1908)
- An Awful Moment (1908)
- The Cord of Life (1909)
- The Girls and Daddy (1909)
- A Flash of Light (1910)
- Ramona (1910)
- The Two Paths (1911)
- His Trust Fulfilled (1911)
- His Trust (1911)
- For His Son (1912)
- A Sister's Love (1912)
- A String of Pearls (1912)
- The Girl and Her Trust (1912)
- The Goddess of Sagebrush Gulch (1912)
- One Is Business, the Other Crime (1912)
- An Outcast Among Outcasts (1912)
- The House of Darkness (1913)
- The Sheriff's Baby (1913)
- Near to Earth (1913)
- A Chance Deception (1913)
- A Man of Sorrow (1916)